# Barbotte brune
Ameiurus nebulosus
Espèce
Synonymes
- Ictalurus nebulosus

Statut de conservation UICN

 LC  : Préoccupation mineure
La barbotte brune (Ameiurus nebulosus) est une espèce de poissons-chats de la famille des Ictaluridae. Elle vit dans les eaux douces et plus rarement saumâtres du versant Atlantique de l'Amérique du Nord. On la trouve jusqu'à une profondeur de 40 m.

## Description
- Longueur du mâle : 55 cm.
- C'est un poisson gras pesant jusqu'à 2,8 kg.

Comme les autres siluriformes, il n'a pas d'écailles, mais une peau très visqueuse.
Lorsqu'il est sorti de l'eau, ses nageoires dorsale et pectorales peuvent se bloquer à un angle de 90⁰ et empêcher certains de ses prédateurs de l'avaler.

## Aspects halieutiques
Son intérêt pour les pêcheries est jugé mineur ; il est parfois recherché pour la pêche sportive et par certains aquariophiles.

## Écologie
La barbotte brune est un poisson de fond et d'eaux lentes ou stagnantes.
Il a été scientifiquement constaté (1990) qu'il grandit plus et plus vite dans les réservoirs créés par les barrages de castors que dans un milieu comparable sans castors. Il y grandit même plus que dans les lacs proches.

## Invasivité hors de son milieu
Ce poisson a été introduit en Iran et en Turquie où son impact écologique est jugé néfaste.

Il est réputé très résistant aux conditions environnementales difficiles, notamment à la pollution de l'eau.